# دون أونيل
دون أونيل (بالإنجليزية: Don O'Neill)‏ هو رسام أمريكي، ولد في 1924، وتوفي في 27 يونيو 2007 في ريفرسايد في الولايات المتحدة بسبب سرطان البنكرياس.

## وصلات خارجية
- الموقع الرسمي